# Божественные (фильм)
«Божественные» (фр. Divines) — французская драма 2016 года, полнометражный режиссёрский дебют Уды Беньямины. Лента была представлена в программе «Двухнедельник режиссеров» на 69-м Каннском международном кинофестивале, где была отмечена наградой «Золотая камера».

## Сюжет
15-летняя Дуния - девочка-подросток, которая бунтует против жизни в трущобах парижского пригорода, где она живёт с тетей и матерью, работающей официанткой и употребляющей алкоголь. Она уже смирилась с такой жизнью, а Дуния ставит перед собой задачу — заработать большие деньги. Её подруга Маймуна, живёт в ортодоксальной мусульманской семье и не является бунтаркой как Дуния, но идёт за ней во всех её шалостях и других мелких преступлениях. Они крадут вещи в магазинах, а затем перепродают эти товары на улицах своим же одноклассникам. У девушек есть тайное укрытие на подиуме местного театра, где они проводят танцевальные прослушивания. Дагий, местный неподготовленный танцор, бросается в глаза Дунии. Однажды Маймуна поспорила с Дунией о том, что плюнет на него, в результате чего Дагий пытается её преследовать. В конце концов он поскользнулся, и Дуния спасла его, подняв с подиума.
В школе Дуния восстает против своего учителя, высмеивает её за отсутствие денег и клянется заработать больше денег, чем её учитель мог мечтать. Ребекка, местный торговец наркотиками, показывает детям видео из поездки в Таиланд и говорит, что планирует переехать туда для растущего секс-туризма. Решив стать частью банды Ребекки, Дуния сначала наблюдает за тем, как та дает наркотики торговцу Самиру. Теперь Дуния крадет наркотики из укрытия и доставляет их обратно к Ребекке, говоря ей, что лучше она станет работать дилером. Впечатлённая, Ребекка соглашается позволить Дунии начать работать на неё.
Ребекка дает Дунии и Маймуне ряд случайных заданий от рутинной работы до торговли наркотиками, которые они успешно выполняют. Ребекка признается, что некий богач Реда хранит в своей квартире 100 000 евро и планирует, что Дуния украдет их. Дуня же продолжает скрывать деньги в театре, но когда их там вдруг не обнаруживается, они начинают конфликтовать с Дагием, который отказывается вернуть их.
Самир ведет Дунию и Маймуну в ночной клуб. А когда они уходят оттуда, то обнаруживают, что Самир тоже ушёл; когда же она возвращается домой, Дуния обнаруживает, что Самир занимается сексом с её матерью. Дуния ругает свою мать, а затем сжигает машину матери Самира. Когда появляются пожарные, Дуния бросает в них стеклянные бутылки и устраивает беспорядки, ведущие к её аресту. На станции Маймуну и Дунию громко ругают мусульманские родители Маймуны, а злобная Ребекка ругает Дунию за то, что она попала в неприятности с полицией.
Дуния отправляется к Дагию, чтобы вернуть свои деньги на услугу Ребекки. Дагий говорит ей, что он был нанят в качестве главного танцора в шоу и дает ей билеты, чтобы посмотреть, как они выступают. Вместо того чтобы идти к нему, Дуния идет с Редой в клуб. Он берет её в свою квартиру, и когда он уходит принять душ, Дуня начинает искать тайный ящик с деньгами. В это же время её и обнаруживает Реда, который жестоко избивает её и пытаться изнасиловать. Дуния сопротивляется и отправляет Реду в нокаут, а затем находит деньги. Она оставляет часть денег у своей матери и прячет часть для Маймуны, намереваясь отправиться в танцевальный тур с Дагием.
Прежде чем Дуния уходит, она получает сообщение от Ребекки, которая держит Маймуну в заложниках, пока Дуния не вернется. Дуния приносит деньги Ребекке, но та замечает, что часть из них пропала, и заливает Дунию бензином, угрожая сжечь её. Прежде чем она это сделает, Самир понимает, что деньги находятся в доме её матери и уходит, чтобы забрать их. В ярости Дуния нападает на Ребекку, та бросает зажигалку, и комната, в которой находятся девушки, загорается, запирая их внутри. Маймуна открывает вентиляцию, но не может в неё пролезть. Ребекка убегает, и Маймуна убеждает Дунию уйти через вентиляцию, поскольку лицо той покрыто бензином. Деньги, за которые они боролись, сгорают позади них. Пожарные прибывают вовремя, но ждут снаружи, поскольку им больше не разрешают тушить пожары в окрестностях без присутствия ОМОНа. Дуния умоляет их спасти подругу, но они не двигаются, и здание взрывается, убивая Маймуну. Безутешная Дуния наблюдает за взрывом, когда прибывает полиция.

## В ролях
| Актёр            | Роль         |
| ---------------- | ------------ |
| Улая Амамра      | Дуния        |
| Дебора Люкумуэна | Маймуна      |
| Кевин Мишель     | Дигий        |
| Жиска Кальванда  | Ребекка      |
| Ясин Уиша        | Самир        |
| Маждулин Идрисси | Имир         |
| Басс Дем         | месье Камара |
| Фарид Ларби      | Реба         |

## Награды и номинации
- 2016 — приз «Золотая камера» и специальное упоминание недели режиссёров на Каннском кинофестивале.
- 2016 — приз зрительских симпатий (Уда Беньямина) и специальное упоминание жюри (Улая Амамра, за актёрскую работу) на фестивале AFI Fest.
- 2016 — приз Мюнхенского кинофестиваля за лучший фильм начинающего режиссёра (Уда Беньямина).
- 2017 — номинация на премию «Золотой глобус» за лучший фильм на иностранном языке.
- 2017 — три премии «Сезар»: лучший дебютный фильм (Уда Беньямина, Марк-Бенуа Креансье), лучшая актриса второго плана (Дебора Люкумуэна), самая многообещающая актриса (Улая Амамра). Кроме того, лента получила 4 номинации: лучший фильм (Уда Беньямина, Марк-Бенуа Креансье), лучший режиссёр (Уда Беньямина), лучший оригинальный сценарий (Уда Беньямина, Ромен Компан, Малик Рюмо), лучший монтаж (Лоик Лаллеман, Венсан Трикон).
- 2017 — три премии «Люмьер»: лучший дебютный фильм (Уда Беньямина), самая многообещающая актриса (Улая Амамра и Дебора Люкумуэна).